# Zhang Lianbiao
Zhang Lianbiao, född 25 januari 1969, är en friidrottare från Kina. Han deltog vid olympiska sommarspelen 1992 och olympiska sommarspelen 1996.